# Tenk Tip-A
Tenk Tip-A (другое название — Vozilo A) — югославский опытный средний танк, произведённый в 1948 году как модификация советского танка Т-34-85. Было произведено пять опытных образцов. После испытаний прототипов было принято решение отказаться от проекта.

## История создания
В 1948 году лидер югославских партизан Иосип Броз Тито отказался от предложения вождя СССР, Иосифа Сталина, присоединиться к недавно образованному коммунистическому Восточному блоку. Из-за этого Югославия оказалась в состоянии серьёзного политического и военного кризиса.
Что касается военного кризиса, то Югославская народная армия оказалась в серьёзной ситуации. Армия находилась в процессе реорганизации и перевооружения и сильно зависела от советских военных поставок, кроме того, западные союзники отказались оказывать военную поддержку коммунистическим странам, каким и была Югославия. 
Югославской народной армии пришлось искать выход из этой ситуации. Бронетанковые войска в основном состояли из трофейной и поставляемой ранее союзниками техники. Поэтому одним из способов решения этой проблемы было создание «отечественного танка».

## Проектирование и разработка
В 1948 году была собрана комиссия для изучения тактико-технических характеристик будущего «отечественного танка». Танк получил обозначение Tenk Tip-A. У югославских конструкторов возникла проблема. Для создания абсолютно нового танка требовалась развитая промышленность, а также большое количество хорошо обученного и квалифицированного персонала, чего из-за плохой экономической ситуации после войны у Югославии было в недостатке. В результате, комиссией был предложен план модернизации советского танка Т-34-85. По требованиям к новому танку, его масса должна была составить около 28 тонн. Также, он должен иметь меньшие габариты по сравнению с Т-34-85. Кроме того, по требованиям, он должен был вооружаться более мощным орудием или модернизированным вариантом существующего орудия.
Для работы над проектом Vozilo A были отобраны три мастерские. Ими стали: Петар Драпшин из Младеноваца, Джуро Джакович из Славонского Брода и Црвена Застава из Крагуеваца. Изначально, разработкой должна была заняться только мастерская Петара Драпшина, названая в честь югославского партизанского командира Петара Драпшина, но в последствии были задействованы и остальные мастерские. Танк разрабатывался без каких-либо проектных работ. Из-за этого появились некоторые негативные последствия для последующей разработки.
Первым шагом к разработке танка стала разборка Т-34-85 на запчасти. Затем, были произведены новые запчасти на их основе. Из-за нехватка некоторых металлов (особенно никеля) было принято решение найти альтернативные металлы для их производства. После этого, в мастерской Петара Драпшина был собран весь танк. Основное вооружение было поставлено мастерской Црвена Застава из Крагуеваца. Башня танка была изготовлена в мастерской Джуро Джаковича. На производство пяти прототипов ушло больше года.
Первые испытания были проведены неподалёку от Белграда. На трёх машинах отрабатывалась подвеска. На двух других — орудие.

## Описание конструкции

### Броневой корпус и башня
Корпус Vozilo A по форме почти повторял корпус Т-34-85, но с некоторыми изменениями. В лобовой проекции корпуса были добавлены скосы. Толщина лобовой брони корпуса составляла 50 мм под углом 30°. Бронирование лобовых скосов, бортов и кормы было одинаковым и составляло 45 мм. Броня крыши и днища корпуса составляла 20 мм. 
В мастерской Джуро Джаковича была изготовлена совершено новая башня. Она имела эллиптическую форму. Бронировании башни составило 100 мм в лобовой проекции, 82-86 мм — в бортовой и 60 мм в кормовой. Башня получилась уже, но выше, чем у Т-34-85. Так как промышленность Югославии не смогла освоить такую крупную отливку, башня собиралась из 6 литых деталей путём их сварки.

### Вооружение
Вооружением для Vozilo A занималась Црвена Застава из города Крагуевац. Основным орудием танка стала советская 85-мм пушка ЗИС-С-53 с некоторыми модификациями. Пушку снабдили новым затвором и гидравлическим тормозом, значительно уменьшавшим отдачу, а также дульным тормозом. Углы вертикальной наводки орудия составляли от -10° до +17°.
В качестве вспомогательного вооружения вместо стандартного для Т-34-85 7,62-мм пулемёта ДТМ был установлен немецкий 7,92-мм пулемёт MG 42. Также на крыше башни был установлен американский 12,7-мм пулемёт M2.
Боекомплект танка должен был составить 50 снарядов для основного орудия, а также из 2000 и 500 патронов для пулемётов MG 42 и M2 соответственно.

### Экипаж
Экипаж Vozilo A как и у Т-34-85 состоял из пяти человек. Механик-водитель располагался в левой части относительно лобовой проекции, справа от него располагался стрелок-радист, в распоряжении которого была британская радиостанция SET-19WF. В башне танка находились места командира танка, наводчика и заряжающего.

### Двигатель и трансмиссия
Оригинальный двигатель, В-2, от Т-34-85 также подвергся разбору. На его основе был собран новый двигатель мощностью 500 л.с. Двигатель был изготовлен из материалов низкого качества, что сказалось на работе двигателя и вызвало множество проблем с его перегревом.

### Ходовая часть
Опорные катки и гусеницы Vozilo A также были скопированы с советского танка, но их масса оказалась больше. Подвеска танка, также, была скопирована с советского танка и представляла собой подвеску Кристи.

### Средства наблюдения и связи
Вместо оригинального прицела наводчика ТШ-15 был использован немецкий TZF, снятый с трофейного Pz.Kpfw.IV, с улучшенным увеличением x4 вместо x3. 

## Эксплуатация
Впервые Vozilo A был показан на параде 1 мая 1950 года в Белграде. На башнях всех пяти машин были нанесены различные политические лозунги. После парада танки использовалась для испытаний и обучения экипажа.
В последующем, от танка было принято решение отказаться. Одной из причин отказа стал неудачный план разработки танка. При разработке танка не велись какие-либо проектные работы, поэтому каждый из пяти произведённых образцов был не похож на остальные. В каждом образце использовались разные материалы и некоторые конструкторские решения. Образцы отличались по массе и габаритам. Кроме того, производство этих образцов оказалось слишком дорогим для последующего производства. Из-за различия опытных образцов, во время их испытаний комиссия не смогла придти к единственному решению. Кроме того, танки на испытаниях показали себя ненадёжными. Второй причиной отказа стало то, что Vozilo A уступал по некоторым характеристикам Т-34-85.
В марте 1952 года одна машина была отправлена в военный музей Белграда в Калемегдане, который сохранился до наших дней. Предполагалось, что вторая машина будет размещена в мастерской Петара Драпшина. Две башни были выставлены перед мастерской Джуро Джаковича. 

## Сохранившийся экземпляр
- Сербия — Военный музей в Белграде.